# 흑해들쥐
흑해들쥐(학명: Apodemus ponticus)는 붉은쥐의 일종이다. 아르메니아와 아제르바이잔, 조지아에서 발견되며, 이란과 이라크에서도 서식하는 것으로 추정된다.